# Karl Aage Hansen
Karl Aage Hansen (* 4. Juli 1921 in Mesinge; † 23. November 1990 in Gentofte) war ein dänischer Fußballspieler.

## Spielerkarriere

### Vereine
Hansen, der in seiner Jugend sich dem Zehnkampf widmete, das Turnen ausübte, für HG Kopenhagen Handball spielte und 1939 die Handballmeisterschaft gewann, interessierte sich mit Vorliebe auch für Fußball. Er begann beim Kristelige Forening Unge Mænds (KFUM), dem Christlichen Verein Junger Männer in Kopenhagen mit dem Fußballspielen und schloss sich im Alter von 18 Jahren dem Akademisk Boldklub an. Für diesen kam er von 1941 bis 1948 in 111 Meisterschaftsspielen, ab 1945 in der 1. Division, der seinerzeit höchsten Spielklasse im dänischen Fußball, zum Einsatz. Während seiner Vereinszugehörigkeit gewann er mit seiner Mannschaft dreimal die Meisterschaft.
Danach führte ihn sein Weg nach England. In der Saison 1948/49 spielte er für Huddersfield Town in der Football League First Division, der seinerzeit höchsten Spielklasse im englischen Fußball. Vom 12. Februar bis zum 7. Mai wurde er in 15 Punktspielen eingesetzt, in denen er zwei Tore erzielte. Danach verschlug es ihn nach Italien, wo er sich acht Jahre lang aufhielt und für vier Vereine in zwei Spielklassen aktiv war.
In der Saison 1949/50 kam er in 37 der 38 Saisonspiele für Atalanta Bergamo in der Serie A, der höchsten Spielklasse im italienischen Fußball zum Einsatz, in denen ihm 18 Tore gelangen. Von 1950 bis 1953 war er dann für den Ligakonkurrenten Juventus Turin aktiv, für den er 87 Punktspiele bestritt, 38 Tore erzielte und 1952 die Meisterschaft gewann. In der Saison 1953/54 spielte er für Sampdoria Genua und von 1954 bis 1957 für Calcio Catania, die letzten beiden Saisons jedoch in der Serie B, in der er in 48 Saisonspielen vier Tore erzielte.

### Nationalmannschaft
Hansen bestritt in einem Zeitraum von sechs Jahren 22 Länderspiele für die A-Nationalmannschaft. Er debütierte als Nationalspieler am 20. Juni 1943 in Kopenhagen beim 3:2-Sieg im Freundschaftsspiel gegen die Nationalmannschaft Schwedens. Im Spieljahr 1945 bestritt er fünf Länderspiele, in denen er vier Tore erzielte. Bei der 3:4-Niederlage gegen die Nationalmannschaft Schwedens am 1. Juli in Kopenhagen erzielte er mit den Treffern zum 1:1 und 3:3 in der 28. und 59. Minute seine ersten beiden von insgesamt 17 Länderspieltoren. Mit der Mannschaft nahm der am olympischen Fußballturnier 1948 in London teil und kam in drei Spielen, in denen er zwei Tore erzielte, zum Einsatz. Im Achtelfinale, das mit 3:1 gegen die Nationalmannschaft Ägyptens nach Verlängerung gewonnen wurde, erzielte er die Treffer zum 1:0 und 2:1 in der 82. und 95. Minute. Nach dem Halbfinale, das mit 2:4 gegen die Nationalmannschaft Schwedens verloren wurde. Das Spiel um Platz 3, in dem er nicht eingesetzt wurde, gewann seine Mannschaft mit 5:3 gegen die Nationalmannschaft Englands.

### Erfolge
Nationalmannschaft
- Olympische Bronzemedaille 1948

Vereine
- Italienischer Meister: 1952
- Dänischer Meister: 1943, 1945, 1947

### Auszeichnung
- Aufnahme in die Hall of Fame der DBU 2017

## Trainerkarriere
Nach seiner aktiven Spielerkarriere übte er die Trainertätigkeit aus. In der Spielzeit 1958 war er Cheftrainer des Erstligaaufsteigers Køge BK. Anschließend war er für zwei Spielzeiten Cheftrainer des AB Kopenhagen, der sich mit Umzug in die Gladsaxe Kommune AB Gladsaxe nannte.